# 馬氏樸麗魚
馬氏樸麗魚，為輻鰭魚綱鱸形目隆頭魚亞目慈鯛科的其中一種，分布於非洲特坎那湖流域，體長可達7.7公分，棲息在中底層水域，生活習性不明。

## 擴展閱讀
維基物種上的相關：馬氏樸麗魚